# Меженцин (гміна Павловічкі)
Меженцин (пол. Mierzęcin, нім. Massdorf) — село в Польщі, у гміні Павловички Кендзежинсько-Козельського повіту Опольського воєводства.
Населення — 101 особа (2011).
У 1975-1998 роках село належало до Опольського воєводства.

## Демографія
Демографічна структура станом на 31 березня 2011 року:
|          | Загалом | Допрацездатний вік | Працездатний вік | Постпрацездатний вік |
| -------- | ------- | ------------------ | ---------------- | -------------------- |
| Чоловіки | 49      | 13                 | 26               | 10                   |
| Жінки    | 52      | 6                  | 34               | 12                   |
| Разом    | 101     | 19                 | 60               | 22                   |